# WZ-523
WZ-523 – chiński transporter opancerzony zbudowany na podwoziu ciężarówki Hanyang HY472 przystosowany do poruszania się zarówno po lądzie jak i po wodzie. Amfibia jest w stanie przewozić ośmiu żołnierzy. Załoga wozu składa się z trzech osób. Posiada dwie główne wersje z czego jedna wyposażona jest w wieżyczkę z zamontowanym ciężkim karabinem maszynowym kaliber 12,7 mm, drugi wariant posiada zintegrowany z wieżą granatnik kaliber 35 mm oraz karabin maszynowy 7,62 mm. Model eksportowy którego produkcja ruszyła w roku 2008 jest uzbrojony w armatę Grom kal. 73 mm,   która jest również głównym uzbrojeniem radzieckiego wozu bojowego BMP-1. Pierwsze pojazdy przeznaczone na eksport trafiły do Armii Namibii.
Pojazd został po raz pierwszy zaprezentowany na paradzie wojskowej w Pekinie w 1984 roku. Pojazd był jednak głównie towarem eksportowym i nie trafił w większej ilości do Chińskiej Armii Ludowo-Wyzwoleńczej. Zmodernizowana wersja WZ-523 nosi nazwę ZFB-91 i jest uzbrojona w granatnik 35 mm i ciężki karabin maszynowy kal. 7,62. WZ-523 służy do dziś w jednostkach Chińskiej Armii Ludowo-Wyzwoleńczej w Hongkongu i w Makau.

## Historia i rozwój
WZ-523 wszedł do służby w 1984 roku. Pojazd w dużym stopniu był wzorowany na radzieckim transporterze opancerzonym BTR-60 a w mniejszym stopniu (konstrukcja wieżyczki) na południowoafrykańskim wozie bojowym Ratel. Pojazd pełni głównie rolę wozu rozpoznania i wsparcia, pomimo iż został zaprojektowany jako transporter opancerzony Armia Chińska rzadko wykorzystuje pojazd w tym celu.
Sudan uzyskał od Chin licencję na produkcję transportera opancerzonego WZ-523 na własny użytek.
Wersje pojazdu zakupione przez Gabon i Niger posiadają silnik Diesla Duetz BF6 produkcji niemieckiej.

## Charakterystyka
WZ-523 ma stosunkowo dobre osiągi, posiada drzwi pancerne w tylnej części wydłużonego kadłuba. Kształt kadłuba ułatwia poruszanie się pojazdu w wodzie gdzie może osiągać prędkość do 7 km/h. Posiada dwa główne okna z przodu które mogą zostać w razie potrzeby zasłonięte przez specjalne stalowe przesłony. Wersja eksportowa w zależności od potrzeb może zostać wyposażona w dodatkowe uzbrojenie wliczając w to dodatkowy ciężki karabin maszynowy w wieży lub granatnik kal.35 mm.

### Warianty
WZ-523 - Wersja podstawowa transportera opancerzonego Chińskiej Armii Ludowo-Wyzwoleńczej
ZFB-91 - Wersja zmodyfikowana wyposażona w granatnik kal. 35 mm i ciężki karabin maszynowy kal. 7,62 mm.

## Użytkownicy
- Chiny - 60 wozów
- Czad - 10 wozów
- Etiopia - 10 wozów
- Gabon - 3 wozy
- Ghana - 53 wozy
- Namibia - 21 wozów (z wieżyczkami BMP-1)
- Niger - 2 wozy
- Sudan - Produkcja własnych wozów na pod nazwą Shareef 2 na licencji chińskiej[5].